# 스캇 다이아몬드
스캇 마이클 다이아몬드 (Scott Michael Diamond, 1986년 7월 30일 ~ )는 캐나다 출신의 야구 선수이자, 전 KBO 리그 SK 와이번스의 투수이다.

## 미국 프로야구 시절
2007년 애틀란타 브레이브스에 입단하였다.
2011년에 미네소타 트윈스 소속으로 메이저 리그에 첫 등판했다. 이후 2013년에 27경기에 등판해 173이닝동안 12승을 기록하는 등 1선발 역할을 했다. 2014년에도 131이닝을 투구했지만 부진에 빠졌다.

## 한국 프로야구 시절

### SK 와이번스시절
2016년 12월 12일에 브라울리오 라라를 대체할 투수로 영입되었다. 예전에 SK 와이번스에서 방출된 외국인 타자인 루크 스캇과 이름이 같고 4월 초 아내의 출산으로 인해 출국하면서 공백이 생기자 SK 와이번스 팬들의 불안감을 조성했고, 시즌 초반 트레이 힐만 감독이 투구수 관리 및 이닝 제한을 하면서 불안감은 더더욱 급증했다.
그는 탈삼진으로 제압하는 투수가 아닌 땅볼로 유도하는 선수였는데, 초반에는 5이닝 정도만 소화하며 이닝 이터로서의 모습이 없었으나 후반기로 갈수록 이름 그대로 이름처럼 빛나는 투구를 하였다.
특히 8월에는 3점대 평균자책점을 기록하면서 3승을 기록했고, 9월에도 두산 베어스를 상대로 7이닝 퍼펙트 게임 피칭과 완봉승을 기록하는 등 2승을 추가하며 선발 10승을 기록하는 등 2선발 역할을 했다. 특히 LG 트윈스를 상대로는 4경기에 등판해 27이닝동안 4승, 1점대 평균자책점을 기록하며 LG를 상대로 강한 모습을 보였다.
그러나 시즌 중 부상으로 한동안 결장한 데다가 기복이 심했던 탓에, 트레이 힐만 감독이 다른 투수를 알아볼 것을 요청하면서 결국 재계약에 실패했다.